# Diversidad sexual en Camboya
Las diversidad sexual en Camboya se enfrenta a desafíos legales que no experimentan los residentes no LGBTI. La actividad sexual entre personas del mismo sexo es legal en Camboya. Si bien las costumbres culturales tradicionales tienden a ser tolerantes en esta área, incluso brindan apoyo expresamente a personas de un género intermedio o tercero, la legislación de derechos LGBT aún no ha sido promulgada por el gobernante Partido Popular de Camboya.
El rey Norodom Sihamoni apoya la legalización del matrimonio entre personas del mismo sexo. Después de que el Tribunal Constitucional de Taiwán dictaminó que prohibir el matrimonio entre personas del mismo sexo era inconstitucional, muchos pidieron a Camboya que legalizara el matrimonio entre personas del mismo sexo.
Nom Penh y Siem Reap tienen una presencia LGBT visible, con muchos bares, clubes y otros lugares que atienden a la comunidad LGBT. Los desfiles del orgullo se han llevado a cabo en Camboya desde 2003, y han ganado fuerza cada año. Sin embargo, si bien los visitantes LGBT tienden a sentirse aceptados, muchos camboyanos LGBT denuncian discriminación social, incluidos los matrimonios forzados entre personas del sexo opuesto, la discriminación en el trabajo y el acoso escolar en las escuelas. Varios grupos de derechos humanos, especialmente el Centro Camboyano de Derechos Humanos, CamASEAN y la Comunidad Rainbow Kampuchea, trabajan para reducir la discriminación relacionada con LGBT y crear conciencia sobre las personas LGBT. A través de su trabajo, han persuadido al Gobierno para que introduzca nuevas clases de educación inclusiva LGBT en todas las escuelas camboyanas y para ofrecer a las parejas del mismo sexo un reconocimiento legal limitado1